# Ignacio Ballespín
Ignacio Ballespín De la Peña (Alcobendas; 18 de abril de 1998) es un baloncestista español que pertenece a la plantilla del Zentro Basket Madrid de la Liga LEB Plata. Con 1,94 metros de estatura, juega en la posición de escolta.

## Trayectoria deportiva
Formado en las categorías inferiores del CB Alcobendas y del Real Madrid, donde formó parte de la generación dorada junto a Dončić, Barreiro, Yusta que se proclamaron campeones de Europa junior. El escolta madrileño sería un fijo en las categorías inferiores de la selección española. Tras salir de la factoría blanca en verano de 2016 firma por Montakit Fuenlabrada con un contrato de larga duración. 
Durante la temporada 2016-17 temporada es cedido al Óbila Club de Basket de LEB Plata en el que permanece durante dos temporadas, concluyendo su último curso con casi cinco puntos de media por encuentro. 
En verano de 2018 Ballespín vuelve a ser cedido al Isover Basket Azuqueca de LEB Plata, donde realiza unos buenos promedios de tiro.
En septiembre de 2019, se hace oficial su llegada al Club Melilla Baloncesto de la Liga LEB Oro.
El 16 de agosto de 2020, firma por el Zentro Basket Madrid de la Liga LEB Plata.